# Wartau
Wartau je obec ve švýcarském kantonu St. Gallen. Nachází se na jihovýchodě kantonu, nedaleko hranic s Lichtenštejnskem. Žije zde přibližně 5 300 obyvatel. Dominantou obce je hrad Wartau, podle kterého je i pojmenována.

## Geografie
Wartau tvoří místní části Azmoos, Trübbach, Weite, Oberschan, Malans SG, Gretschins a Fontnas. Kromě toho se zde nacházejí vesnice Plattis, Murris a Matug a několik alpských osad, například Palfries. Obecní správa Wartau sídlí v Azmoosu.
Obec Wartau leží na úpatí masivů Gonzens a Alvier. Wartau má rozmanitou krajinu se zachovalou flórou a faunou. Část hranice obce tvoří řeka Rýn, která je zároveň hranicí s Lichtenštejnskem.

## Historie

Historický pohled na Trübbach a Azmoos (1925)

V obci Wartau bylo nalezeno mezolitické naleziště, sídliště z neolitu a doby bronzové, spáleniště z doby železné, drobné nálezy z doby římské a stopy po raně středověkém dvorci. Hrad Wartau, postavený kolem roku 1225 na význačném vrchu St. Martinsberg (dnes Ochsenberg) a připomínaný v roce 1342 jako Wartow, tvořil spolu s Gretschins centrum panství, k němuž patřily statky Fontnas a Murris, přívoz Schollberg a církevní pozemky v Gretschins. V roce 1261 byl majitelem tvrze „Wart ob der Au“ šlechtic Heinrich von Wildenberg, fojt kláštera Pfäfers. Hrad Wartau a panství si sice po roce 1390 nárokovala hrabata Werdenberg-Sargans spolu s panstvím Sevelen, ale v roce 1399 přešly na hrabata Werdenberg-Heiligenberg. V roce 1414 přešly do rukou hraběte Fridricha VII. z Toggenburgu a v roce 1429 do rukou hraběte Bernharda z Thiersteinu, který přijal curyšské hradní právo a daroval tvrz Wartau městu. S prodejem hrabství Sargans Curychu, Lucernu, Uri, Schwyzu, Unterwaldenu, Glarusu a Zugu v roce 1483 přešla svrchovanost nad Wartau na tato panství. Hrabství, respektive v letech 1483 až 1798 panství Sargans, vykonávalo vrchnostenskou a nižší soudní pravomoc v soudní obci Wartau. Výjimku tvořila nižší soudní pravomoc v rámci panství Gretschins, které patřilo přímo k panství Wartau. V roce 1802 existovala několik měsíců republika Wartau a v roce 1803 se obec stala součástí nového kantonu St. Gallen a okresu Sargans. Od roku 1831 do roku 2002 patřila k okresu Werdenberg. Poslední Walserové, jejichž předkové se od 14. století usazovali na Matugerbergu (dnes Walserberg) a na Alp Palfries, se museli ve Wartau v roce 1827 naturalizovat.
Středověká doprava vedla rýnským přívozem z Trübbachu do Balzersu na císařskou silnici Feldkirch–Chur a přes Matug do Sargans. V letech 1491/92 vybudovala spolková města podél Rýna směrem k Sargans silnici Schollbergstrasse. Před rokem 1800 převládal díky Alpám chov dobytka. Úprava Rýna z roku 1862 a výstavba Werdenberského vnitrozemského kanálu v letech 1882–1886 umožnily využít i úrodnou říční nivu. Ještě na počátku 21. století hrálo alpské zemědělství a lesnictví důležitou roli. Pracovní místa vytvářela tkalcovna v Azmoosu, založená v roce 1866, a až 200 domácích dílen na výšivky, zejména v Oberschanu a Weite, železnorudný důl Gonzen, výstavba a provoz pevností Schollberg a Magletsch a technologický podnik v Trübbachu.

## Obyvatelstvo

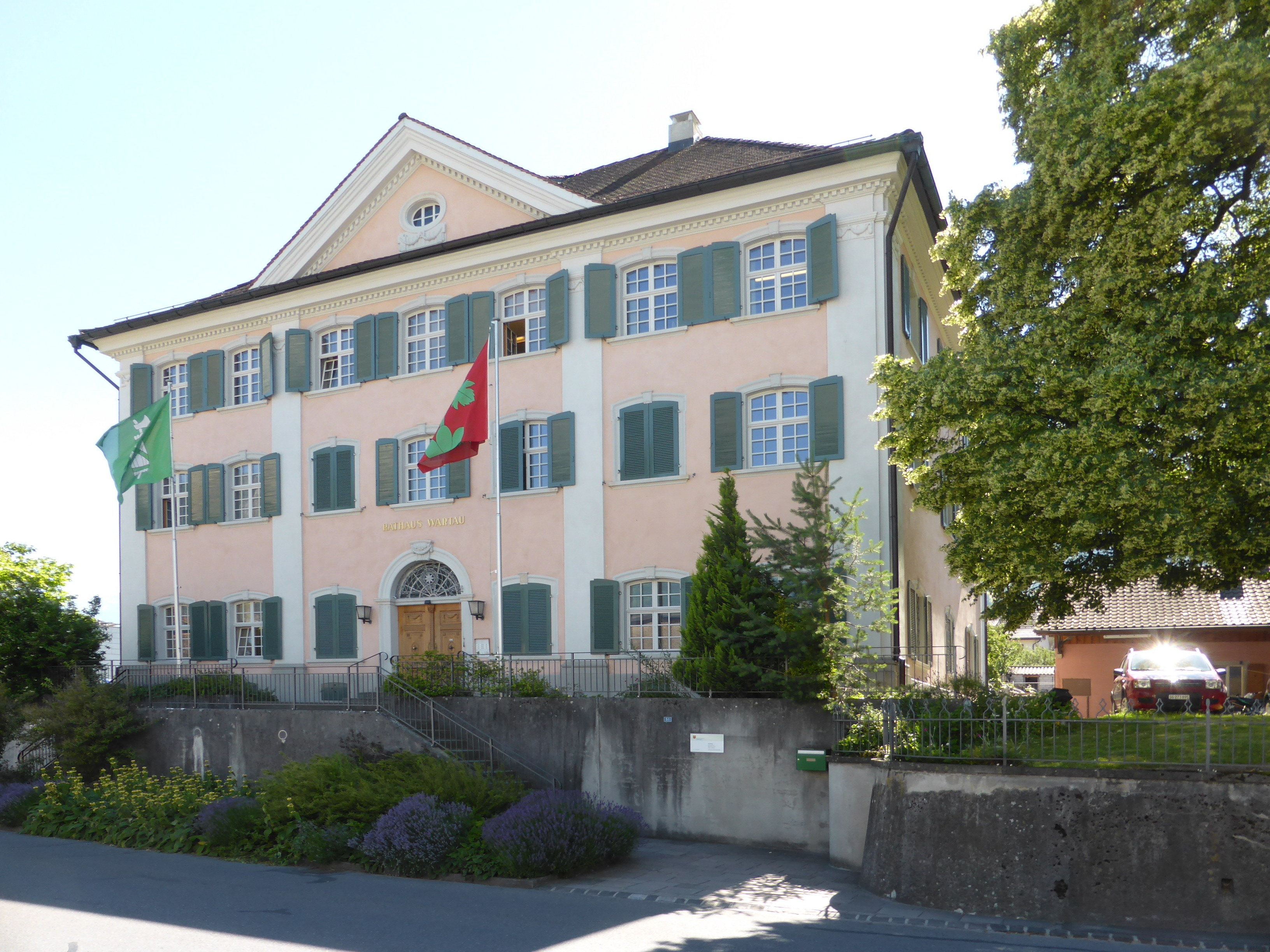
Radnice

| Vývoj počtu obyvatel | Vývoj počtu obyvatel | Vývoj počtu obyvatel | Vývoj počtu obyvatel | Vývoj počtu obyvatel | Vývoj počtu obyvatel | Vývoj počtu obyvatel | Vývoj počtu obyvatel | Vývoj počtu obyvatel | Vývoj počtu obyvatel |
| -------------------- | -------------------- | -------------------- | -------------------- | -------------------- | -------------------- | -------------------- | -------------------- | -------------------- | -------------------- |
| Rok                  | 1809                 | 1850                 | 1900                 | 1950                 | 2000                 | 2010                 | 2015                 | 2020                 |                      |
| Počet obyvatel       | 1214                 | 2097                 | 3149                 | 3316                 | 4704                 | 5043                 | 5231                 | 5383                 |                      |

## Doprava

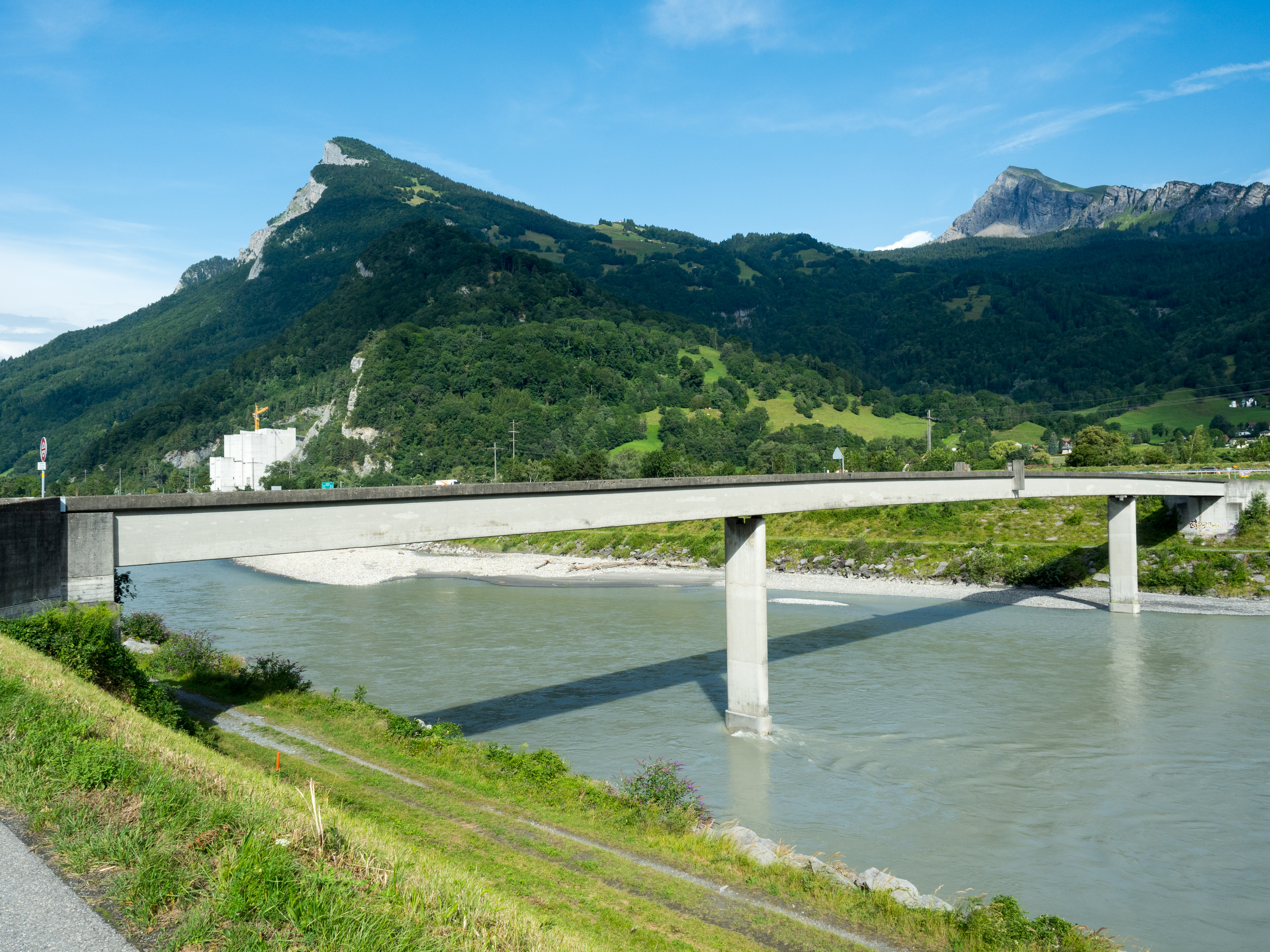
Most přes Rýn v Trübbachu

Se stanicemi Trübbach a Weite získalo Wartau v roce 1858 napojení na železniční trať St. Gallen – Chur. Obec má tedy železniční stanici v Trübbachu, která však již není v provozu. Namísto vlaků je obec obsluhována sítí autobusových linek společností Rheintal Bus a LIEmobil.
Od roku 1872 nahradil přívoz přes Rýn most.
Od konce 60. let 20. století je Trübbach napojen na dálnici A13 a je zde otevřený hraniční přechod do lichtenštejnské obce Balzers.

## Osobnosti
- Martina Hingisová (* 1980), švýcarská tenistka česko-slovenského původu, vyrůstala v obci Trübbach